# طارد الأرواح الأخير
طارد الأرواح الأخير (بالإنجليزية: The Last Exorcism)‏ فيلم أمريكي تم إنتاجه سنة 2010.

## وصلات خارجية
- طارد الأرواح الأخير على موقع IMDb (الإنجليزية)
- طارد الأرواح الأخير على موقع ميتاكريتيك (الإنجليزية)
- طارد الأرواح الأخير على موقع روتن توميتوز (الإنجليزية)
- طارد الأرواح الأخير على موقع نتفليكس (الإنجليزية)
- طارد الأرواح الأخير على موقع قاعدة بيانات الأفلام العربية
- طارد الأرواح الأخير على موقع ألو سيني (الفرنسية)
- طارد الأرواح الأخير على موقع Turner Classic Movies (الإنجليزية)
- طارد الأرواح الأخير على موقع أول موفي (الإنجليزية)
- طارد الأرواح الأخير على موقع بوكس أوفيس موجو (الإنجليزية)
- طارد الأرواح الأخير على موقع فيلمافينيتي (الإسبانية)